# جوزف کریگ
جوزف کریگ (به انگلیسی: Josef Craig) (زادهٔ ۱۷ فوریهٔ ۱۹۹۷) شناگر اهل انگلستان است.